# Ehrendorferia
Ehrendorferia es un género de dos especies de plantas bienales y perennifolias herbáceas de la familia Papaveraceae. Es originaria de California.

## Taxonomía
El género fue descrita por Fukuhara & Lidén y publicado en Plant Systematics and Evolution 206(1–4): 415. 1997.
Etimología
Ehrendorferia: nombre genérico que fue otorgado en honor del botánico austriaco Friedrich Ehrendorfer (1927)

## Especies
- Ehrendorferia chrysantha (W. J. Hooker & G. Arnott) J. Rylander
- Ehrendorferia ochroleuca (G. Engelmann) T. Fukuhara